# Battaglia di Scalas Veteres
La battaglia di Scalas Veteres si svolse nel 537 e mise di fronte le forze dell'Impero romano contro un esercito di ammutinati imperiali guidati da Stotzas. Vide la vittoria dell'esercito lealista guidato da Germano e lo schiacciamento finale della rivolta. Si svolse nella località omonima, posta a circa 6 km a sud di Cartagine.

## Battaglia
Nella primavera del 537, un nuovo confronto ebbe luogo vicino a Scalas Veteres, sei chilometri a sud di Cartagine. Germano riuscì a organizzare le sue truppe in modo disciplinato, in corpi compatti, mentre al contrario Stotzas dovette fare i conti con il disordine insito in una tipica forza di ammutinatiː diversi uomini dell'esercito di Stotzas fuggirono quando si resero conto che le truppe imperiali erano rimaste fedeli e non si sarebbero unite alla ribellione. Nella zona erano presenti anche truppe berbere; parte di questa forza - presumibilmente alleata in origine con Stotzas - era in trattative segrete anche con Germano. In effetti, i berberi aspettarono la fine della battaglia per allearsi con i vincitori. Entrambi gli eserciti sospettarono di loro e perciò i berberi non giocarono un ruolo importante nella battaglia. Altro fatto importante è che i due eserciti avevano lo stesso addestramento, le stesse divise e lo stesso tipo di armi, ma i soldati di Germano avevano un segno segreto per riconoscersi tra loro.
Germano inviò prima una carica di cavalleria guidata da Giovanni Troglita, che Stotzas poté respingere e inseguire. Tuttavia, quest'ultimo dovette poi subire il contrattacco del corpo principale dell'esercito lealista, che lo misein fuga. Germano ordinò di non avere pietà dei soldati fatti prigionieri e le sue truppe entrarono nel campo ribelle, saccheggiandolo senza subire una controffensiva. Stotzas fu quindi costretto a fuggire con le sue poche truppe rimaste, come pure i berberi.

## Conseguenze
Questa vittoria mise fine alla rivolta dell'esercito bizantino d'Africa anche se un ufficiale, Massimino, cercò di insorgere prima di essere impalato per ordine di Germano. Nel 539 Germano lasciò l'Africa e mise al suo posto Salomone, ritornato per svolgere un secondo mandato come prefetto del pretorio. In definitiva, fu il ritorno delle ribellioni moresche nel 540 che rappresentò la principale sfida per la sovranità bizantina in Africa.